# Veer
Veer è un film del 2010 diretto da Anil Sharma.

## Trama
Veer Pratap Singh è un principe Pindari e il figlio del grande guerriero Pindari, Prithvi Singh, che era noto per le sue grandi battaglie per liberare l'India dal dominio britannico. Veer desidera continuare l'eredità di suo padre da leader di un movimento di Pindari contro i britannici per liberare sia nel Rajasthan il Regno di Madhavghar sia il resto dell'India dal grande potere coloniale.
 
Veer riceve l'aiuto di suo fratello minore, Punya Singh, a raccogliere un esercito. Tuttavia Veer trova l'opposizione del re di Madhavghar, Gyanendra Singh, che vede Veer come una minaccia per Madhavghar e il suo governo e ordina a Veer di ucciderlo. 
Veer e Punya insieme ai loro sostenitori si nascondono all'interno del deserto del Thar del Rajasthan, mentre Gyanendra Singh stringe un'alleanza col governatore britannico del Rajasthan, James Fraser, dicendo che Madhavghar sosterrà i britannici a schiacciare il movimento dei Pindari e a eliminare Veer.